# Festival international Exit
Le Festival international Exit est un festival d'art contemporain annuel créé en 1994 associant le théâtre, la danse, la musique, les arts numériques et des installations. Ce festival se tient à Créteil à la Maison des arts  et de la culture. L'édition 2006 a eu lieu du 24 mars au 6 avril.